# Eugênio Lopes Barcelos
Eugênio Lopes Barcellos (Valença, 23 de agosto de 1892 — Petrópolis, 3 de março de 1961) foi um jornalista, advogado, desportista, membro do Rotary Club e político brasileiro.

## Biografia
Filho de João Francisco Barcellos e Elvira Lopes Barcellos, formou-se advogado em 1914. Foi jogador de futebol, sendo fundador do Petropolitano Foot-Ball Club, em 4 de julho]] de 1911, sendo seu presidente até 1914. Fundou o jornal O Século em 1º de janeiro de 1920. Elogiado orador, foi o primeiro presidente da Academia Petropolitana de Letras em 23 de agosto de 1922. Afastou-se da mesma, retornando em 1944 para ocupar a cadeira nº 23, cujo patrono era Augusto Meschick. Participou da fundação do Rotary Club de Petrópolis, em 12 de setembro de 1928, sendo responsável pelo setor de advocacia. Em 24 de novembro de 1960, recebeu o título de cidadão petropolitano.
Na política, foi vereador e presidente da Câmara Municipal de Petrópolis, ocupando o cargo de prefeito diversas vezes por licenciamento do titular, Oscar Weinschenck.